# Lekkoatletyka na Letnich Igrzyskach Olimpijskich 2008 – skok o tyczce mężczyzn
Konkurs skoku o tyczce mężczyzn na XXIX Letnich Igrzyskach Olimpijskich odbył się w dniach 20 i 22 sierpnia na Stadionie Narodowym w Pekinie.
Rozgrywki rozpoczęły się 20 sierpnia o godzinie 20:40 czasu miejscowego. Wtedy to rozegrano kwalifikacje do rundy finałowej. Decydująca faza, która wyłoniła mistrza olimpijskiego, odbyła się 22 sierpnia od godziny 19:55 czasu miejscowego.
Wymagane minimum A do awansu na Igrzyska Olimpijskie wynosiło 5,70 m, natomiast minimum B – 5,55 m.
Złoty medal zdobył Steve Hooker z Australii, skacząc 5,96 metrów.
W 2017 brązowego medalu został pozbawiony przyłapany na stosowaniu dopingu Denys Jurczenko.

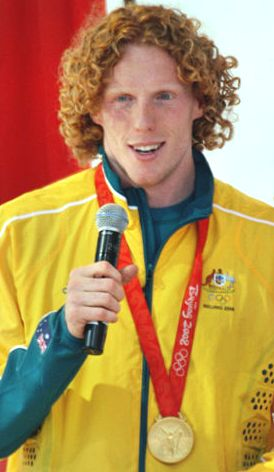
Steve Hooker – zwycięzca konkursu

| Poz. – pozycja                                                                                    |
| – rekord olimpijski \| = – wyrównany rekord życiowy \| – najlepszy wynik w sezonie                |
| NM – brak zaliczonego skoku \| o – skok zaliczony \| x – skok spalony \| – – pominięcie wysokości |
| * wyniki podawane w metrach                                                                       |

## Rekordy
W poniższej tabeli przedstawione są rekord świata, rekord olimpijski oraz rekordy poszczególnych kontynentów z dnia 8 sierpnia 2008 roku.
| Rekord świata                                  | Serhij Bubka (UKR)                                                  | 6,14 m | Sestriere, Włochy                                        | 31.07.1994                       |
| Rekord olimpijski                              | Timothy Mack (USA)                                                  | 5,95 m | Ateny, Grecja                                            | 27.08.2004                       |
| Rekord Afryki                                  | Okkert Brits (RSA)                                                  | 6,03 m | Kolonia, Niemcy                                          | 18.08.1995                       |
| Rekord Ameryki Południowej                     | Fábio Gomes da Silva (BRA)                                          | 5,77 m | São Paulo, Brazylia                                      | 07.06.2007                       |
| Rekord Ameryki Północnej, Środkowej i Karaibów | Brad Walker (USA)                                                   | 6,04 m | Eugene, Stany Zjednoczone                                | 08.06.2008                       |
| Rekord Azji                                    | Grigorij Jegorow (KAZ) Grigorij Jegorow (KAZ) Igor Potapowicz (KAZ) | 5,90 m | Stuttgart, Niemcy Londyn, Wielka Brytania Nicea, Francja | 19.08.1993 10.09.1993 10.07.1996 |
| Rekord Europy                                  | Serhij Bubka (UKR)                                                  | 6,14 m | Sestriere, Włochy                                        | 31.07.1994                       |
| Rekord Oceanii                                 | Dmitri Markow (AUS)                                                 | 6,05 m | Edmonton, Kanada                                         | 09.08.2001                       |

## Przebieg zawodów

### Runda kwalifikacyjna
Awans do rundy finałowej uzyskali zawodnicy, którzy spełnili minium 5,75 m (Q) oraz 13 zawodników z najlepszymi wynikami (q).

#### Grupa A
| Poz. | Imię i nazwisko     | Narodowość        | 5,15 | 5,30 | 5,45 | 5,55 | 5,65 | Rezultat | Uwagi |
| ---- | ------------------- | ----------------- | ---- | ---- | ---- | ---- | ---- | -------- | ----- |
| 1    | Igor Pawłow         | Rosja             | –    | –    | o    | –    | o    | 5,65     | q     |
| 2    | Leonid Andreev      | Uzbekistan        | –    | o    | o    | o    | xo   | 5,65     | q, =  |
| 2    | Jérôme Clavier      | Francja           | –    | o    | –    | o    | xo   | 5,65     | q     |
| 2    | Raphael Holzdeppe   | Niemcy            | –    | –    | o    | o    | xo   | 5,65     | q     |
| 2    | Denys Jurczenko     | Ukraina           | –    | –    | o    | o    | xo   | 5,65     | q     |
| 6    | Jan Kudlička        | Czechy            | o    | o    | –    | xo   | xo   | 5,65     | q     |
| 7    | Dmitrij Starodubcew | Rosja             | –    | xo   | –    | xxo  | xo   | 5,65     | q     |
| 8    | Paul Burgess        | Australia         | –    | –    | o    | xo   | xxx  | 5,55     |       |
| 8    | Maksym Mazuryk      | Ukraina           | –    | –    | o    | xo   | xxx  | 5,55     |       |
| 10   | Jeff Hartwig        | Stany Zjednoczone | –    | –    | o    | xxo  | xxx  | 5,55     |       |
| 10   | Liu Feiliang        | Chiny             | –    | o    | o    | xxo  | xxx  | 5,55     |       |
| 12   | Jesper Fritz        | Szwecja           | –    | xo   | o    | xxx  |      | 5,45     |       |
| 13   | Giovanni Lanaro     | Meksyk            | –    | –    | xo   | xxx  |      | 5,45     |       |
| 14   | Jurij Rowan         | Rosja             | xx–  | o    | xxx  |      |      | 5,30     |       |
|      | Germán Chiaraviglio | Argentyna         | –    | xxx  |      |      |      | NM       |       |
|      | Ilijan Efremow      | Bułgaria          | xxx  |      |      |      |      | NM       |       |
|      | Kim Yoo-suk         | Korea Południowa  | –    | xxx  |      |      |      | NM       |       |
|      | Steven Lewis        | Wielka Brytania   | –    | –    | xxx  |      |      | NM       |       |
|      | Brad Walker         | Stany Zjednoczone | –    | –    | –    | –    | xxx  | NM       |       |

#### Grupa B
| Poz. | Imię i nazwisko       | Narodowość        | 5,15 | 5,30 | 5,45 | 5,55 | 5,65 | Rezultat | Uwagi |
| ---- | --------------------- | ----------------- | ---- | ---- | ---- | ---- | ---- | -------- | ----- |
| 1    | Jewgienij Łukjanienko | Rosja             | –    | –    | –    | o    | o    | 5,65     | q     |
| 2    | Przemysław Czerwiński | Polska            | –    | –    | o    | xo   | xo   | 5,65     | q     |
| 3    | Danny Ecker           | Niemcy            | –    | –    | xxo  | –    | xo   | 5,65     | q     |
| 3    | Derek Miles           | Stany Zjednoczone | –    | –    | o    | xxo  | xo   | 5,65     | q     |
| 5    | Steve Hooker          | Australia         | –    | –    | –    | –    | xxo  | 5,65     | q     |
| 6    | Giuseppe Gibilisco    | Włochy            | –    | –    | xo   | o    | xxo  | 5,65     | q,    |
| 7    | Alhaji Jeng           | Szwecja           | –    | –    | –    | o    | xxx  | 5,55     |       |
| 7    | Romain Mesnil         | Francja           | –    | –    | –    | o    | xxx  | 5,55     |       |
| 9    | Tim Lobinger          | Niemcy            | –    | –    | o    | xo   | xxx  | 5,55     |       |
| 9    | Daichi Sawano         | Japonia           | –    | –    | o    | xo   | xxx  | 5,55     |       |
| 11   | Ołeksandr Korczmid    | Ukraina           | –    | –    | o    | xxx  |      | 5,45     |       |
| 11   | Mikko Latvala         | Finlandia         | –    | –    | o    | –    | xxx  | 5,45     |       |
| 13   | Spas Buchałow         | Bułgaria          | –    | –    | xo   | –    | xxx  | 5,45     |       |
| 13   | Fábio Gomes da Silva  | Brazylia          | –    | –    | xo   | xxx  |      | 5,45     |       |
| 15   | Aleksandr Awerbuch    | Izrael            | –    | –    | xxo  | –    | xxx  | 5,45     |       |
| 15   | Kevin Rans            | Belgia            | –    | o    | xxo  | xxx  |      | 5,45     |       |
| 17   | Štěpán Janáček        | Czechy            | o    | o    | –    | xxx  |      | 5,30     |       |
| 17   | Dominic Johnson       | Saint Lucia       | –    | o    | xxx  |      |      | 5,30     |       |
|      | Lázaro Borges         | Kuba              | –    | xxx  |      |      |      | NM       |       |

### Runda finałowa
| Poz. | Imię i nazwisko          | Narodowość        | 5,45 | 5,60 | 5,70 | 5,75 | 5,80 | 5,85 | 5,90 | 5,96 | Rezultat | Uwagi |
| ---- | ------------------------ | ----------------- | ---- | ---- | ---- | ---- | ---- | ---- | ---- | ---- | -------- | ----- |
| 1    | Steve Hooker             | Australia         | –    | o    | –    | –    | xxo  | xxo  | xxo  | xxo  | a5,96    | OR    |
| 2    | Lu Jewgienij Łukjanienko | Rosja             | –    | xxo  | o    | –    | o    | xxo  | xxx  |      | b5,85    |       |
| 3    | Denys Jurczenko          | Ukraina           | xxo  | xo   | o    | –    | –    | –    | –    | –    | c5,70    |       |
| 3    | Derek Miles              | Stany Zjednoczone | o    | xxo  | xo   | –    | xxx  |      |      |      | d5,70    |       |
| 4    | Dmitrij Starodubcew      | Rosja             | xxo  | xxo  | xo   | –    | xxx  |      |      |      | e5,70    |       |
| 5    | Danny Ecker              | Niemcy            | xo   | –    | xxo  | xxx  |      |      |      |      | f5,70    |       |
| 6    | Jérôme Clavier           | Francja           | xo   | o    | xxx  |      |      |      |      |      | g5,60    |       |
| 7    | Raphael Holzdeppe        | Niemcy            | o    | xo   | xxx  |      |      |      |      |      | h5,60    |       |
| 8    | Igor Pawłow              | Rosja             | –    | xxo  | –    | xxx  |      |      |      |      | i5,60    |       |
| 9    | Jan Kudlička             | Czechy            | o    | xxx  |      |      |      |      |      |      | j5,45    |       |
| 10   | Przemysław Czerwiński    | Polska            | xo   | xxx  |      |      |      |      |      |      | k5,45    |       |
| 11   | Leonid Andreev           | Uzbekistan        | xxx  |      |      |      |      |      |      |      | lNM      |       |
| 12   | Giuseppe Gibilisco       | Włochy            | xxx  |      |      |      |      |      |      |      | mNM      |       |